# Artists for Haiti
Artists for Haiti („Künstler für Haiti“) ist ein Benefizprojekt zugunsten der Opfer der Erdbebenkatastrophe am 12. Januar 2010 in Haiti. 85 vorwiegend US-amerikanische Musiker schlossen sich dafür zusammen und nahmen den Song We Are the World 25 for Haiti auf. Das Lied ist eine Coverversion des 1985 erschienenen Songs We Are the World, der von den amerikanischen Musikern Michael Jackson und Lionel Richie geschrieben worden war und damals unter dem Namen USA for Africa als Benefiz-Song für die Hungersnot in Afrika herausgebracht wurde. Ob und – falls ja – wie der Erlös von We Are the World 25 for Haiti den Erdbebenopfern in Haiti zugutekam, ist nicht bekannt.

## Hintergrund
Ursprünglich wollten Lionel Richie und Quincy Jones bereits Ende 2009, also 25 Jahre nach dem Afrikaprojekt, eine neu bearbeitete Version des Originalsongs unter dem Titel Live 25 veröffentlichen, doch man einigte sich darauf, den Song mit neuen Künstlern neu zu vertonen in der Hoffnung, er würde auch die jüngeren Generationen erreichen und somit beitragen, dem Volk von Haiti zu helfen.
Der Song wurde am 1. Februar 2010 in vierzehn Stunden und mit über achtzig Künstlern in dem Studio aufgenommen, in dem auch das Original eingespielt worden war. Die Aufnahmen fanden im Anschluss an die Verleihung der Grammys statt, als sich die Musikwelt aus diesem Anlass in Los Angeles versammelt hatte. Am 12. Februar, während der Eröffnung der Olympischen Winterspiele 2010 in Vancouver, wurde der Song veröffentlicht. We Are the World 25 for Haiti erschien als Single-CD und als Download.
We Are the World 25 for Haiti ist musikalisch sehr ähnlich aufgebaut wie We Are the World, aber enthält neben Auto-Tune-Effekten auch verschiedene Rap-Verse, die von einigen mitwirkenden Hip-Hop-Künstlern geschrieben wurden. Michael Jackson starb bereits Monate vor der Veröffentlichung des Songs, aber das Material von 1985 wurde auf Anfrage seiner Mutter Katherine in den Song und vor allem in das Musik-Video mit eingeschnitten.
Seine jüngere Schwester Janet singt zweistimmig mit seiner Stimme aus der Aufnahme von 1985 und seine Neffen Taj, TJ und Taryll (gemeinsam bekannt als 3T) begleiten Jacksons Stimme im Refrain.
We Are the World 25 for Haiti erhielt sehr unterschiedliche Kritiken von den zeitgenössischen Musikkommentatoren. Neben Kritik, die sich auf die hinzugefügten Teile des Songs bezieht, wurde auch das Fehlen vieler Stars bemängelt. Ausgerechnet die größten Stars der Grammyverleihung Beyoncé, Kelly Clarkson, Katy Perry, Lady Gaga, Rihanna, Taylor Swift, Jay-Z, Alicia Keys und Justin Timberlake hatten sich aus Respekt vor dem Original, wie es heißt, nicht an dem Projekt beteiligt. Wohl auch deshalb erreichte das Lied, anders als das Original 25 Jahre zuvor, nur Platz 2 der US-Charts und war nach zwei Wochen bereits wieder aus den Top 10 herausgefallen. Auch international fand das Lied bis auf wenige Ausnahmen weit weniger Beachtung als die Version von USA for Africa. Zudem gab es in vielen Ländern auch Hilfsprojekte mit nationalen Künstlern, zum Beispiel Helping Haiti in Großbritannien oder Young Artists for Haiti in Kanada, die dort erfolgreicher waren.

## Mitwirkende

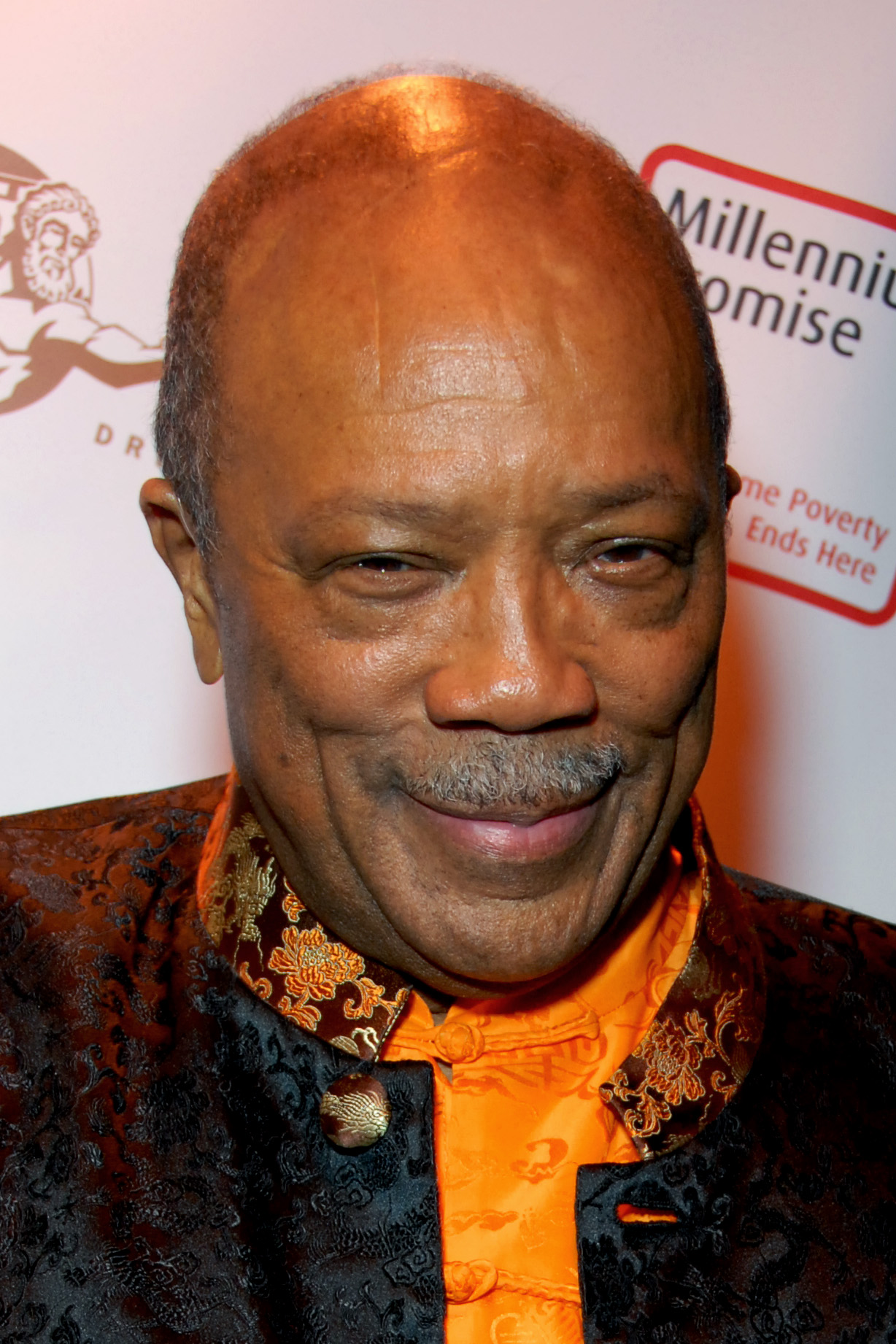
Quincy Jones Dirigent und Mitproduzent von 1985

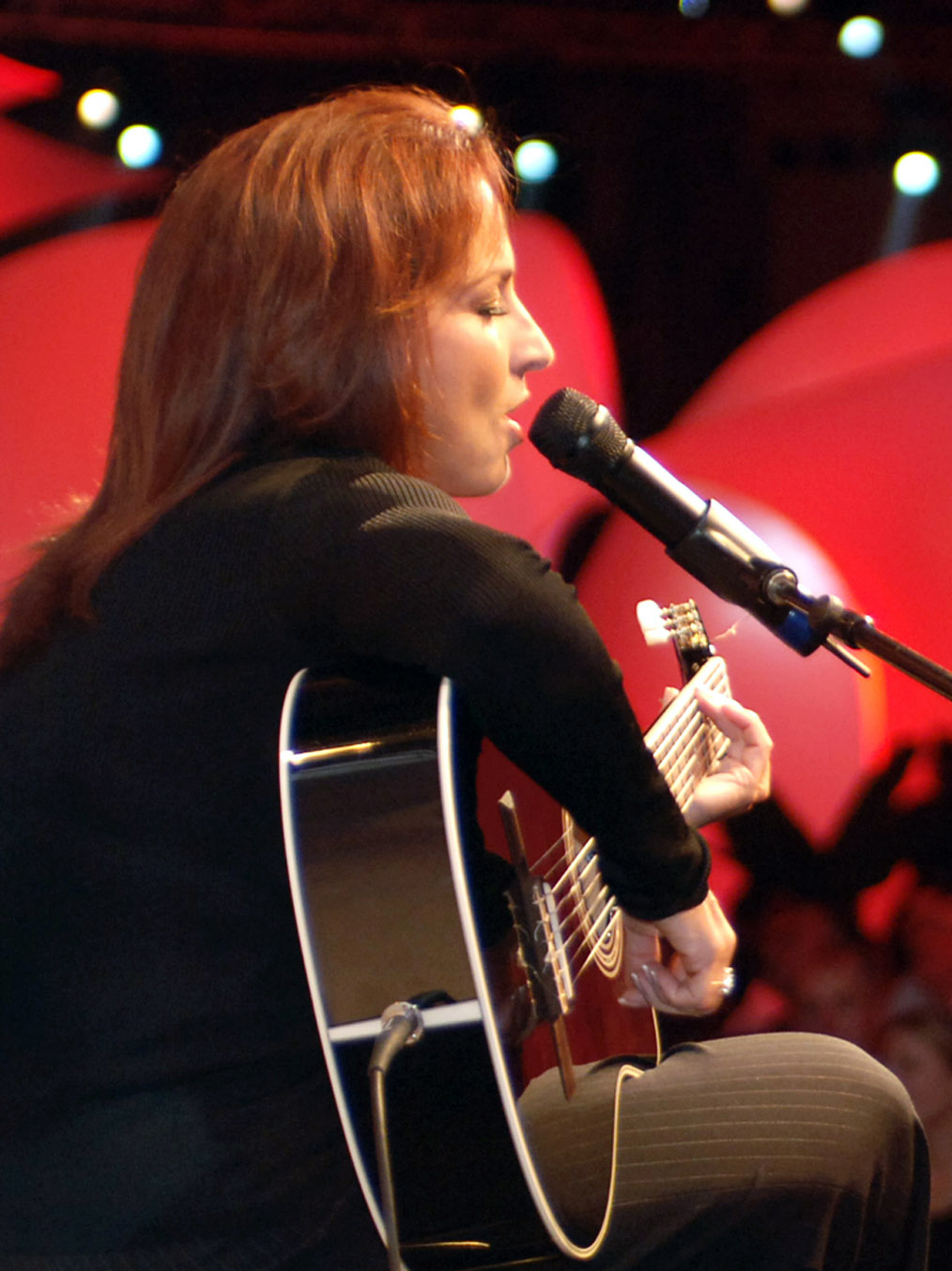
Gloria Estefan schrieb bei der spanischen Version mit

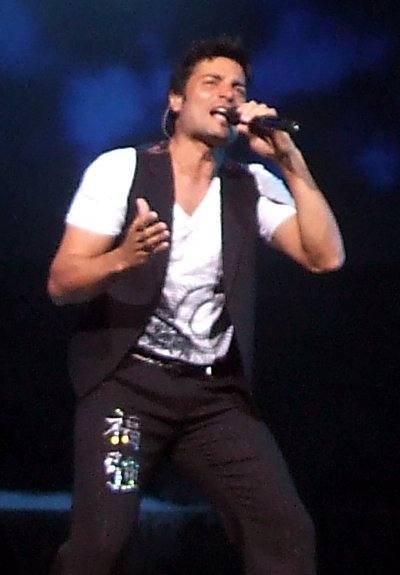
Chayanne

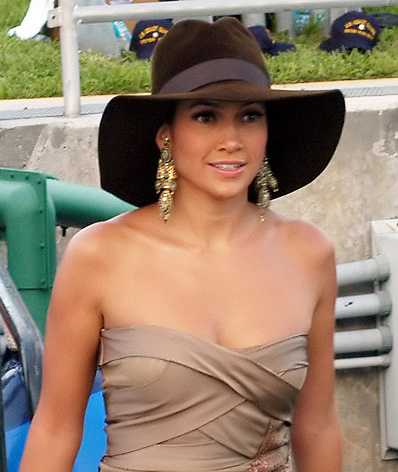
Jennifer Lopez

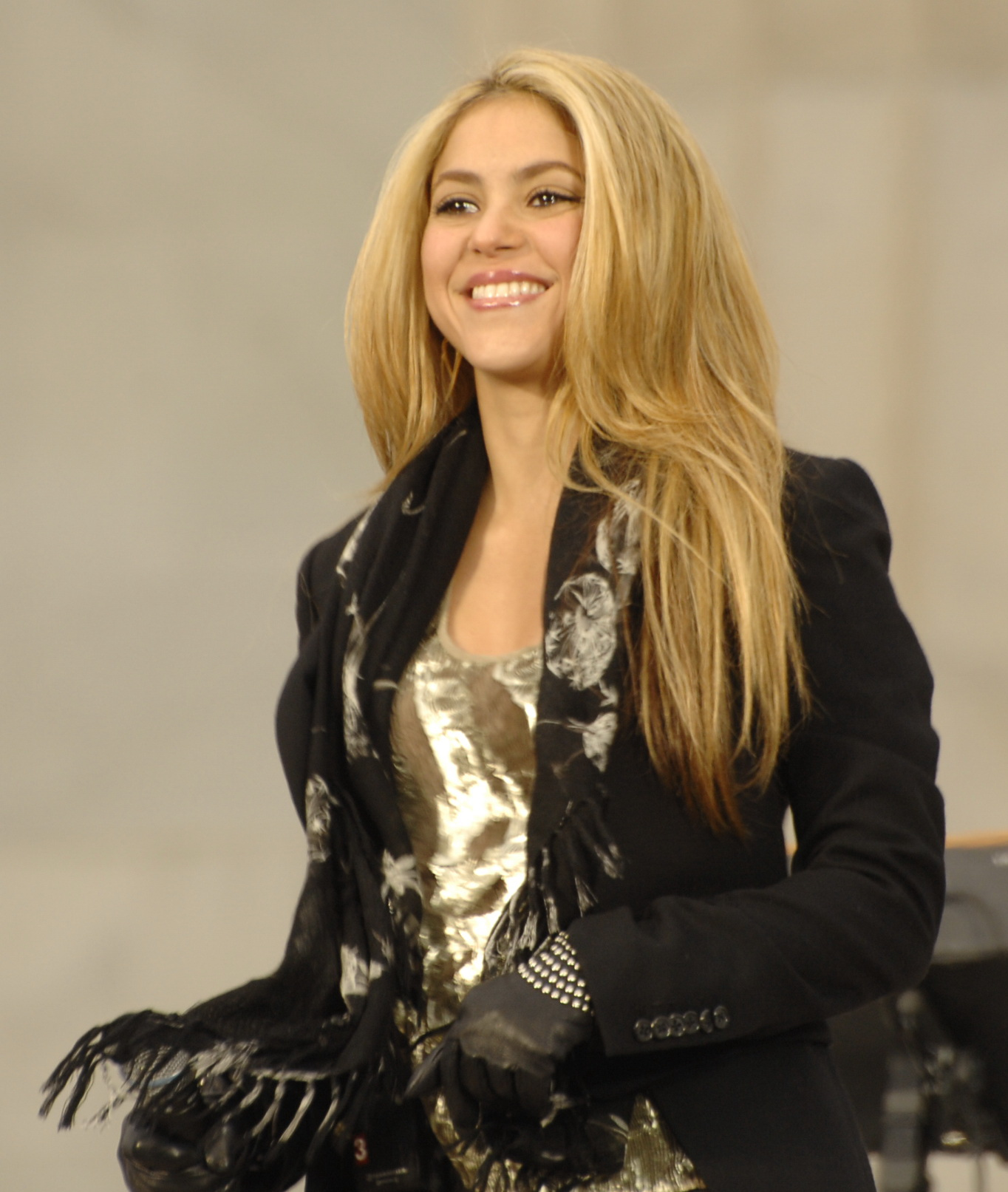
Shakira

Pitbull

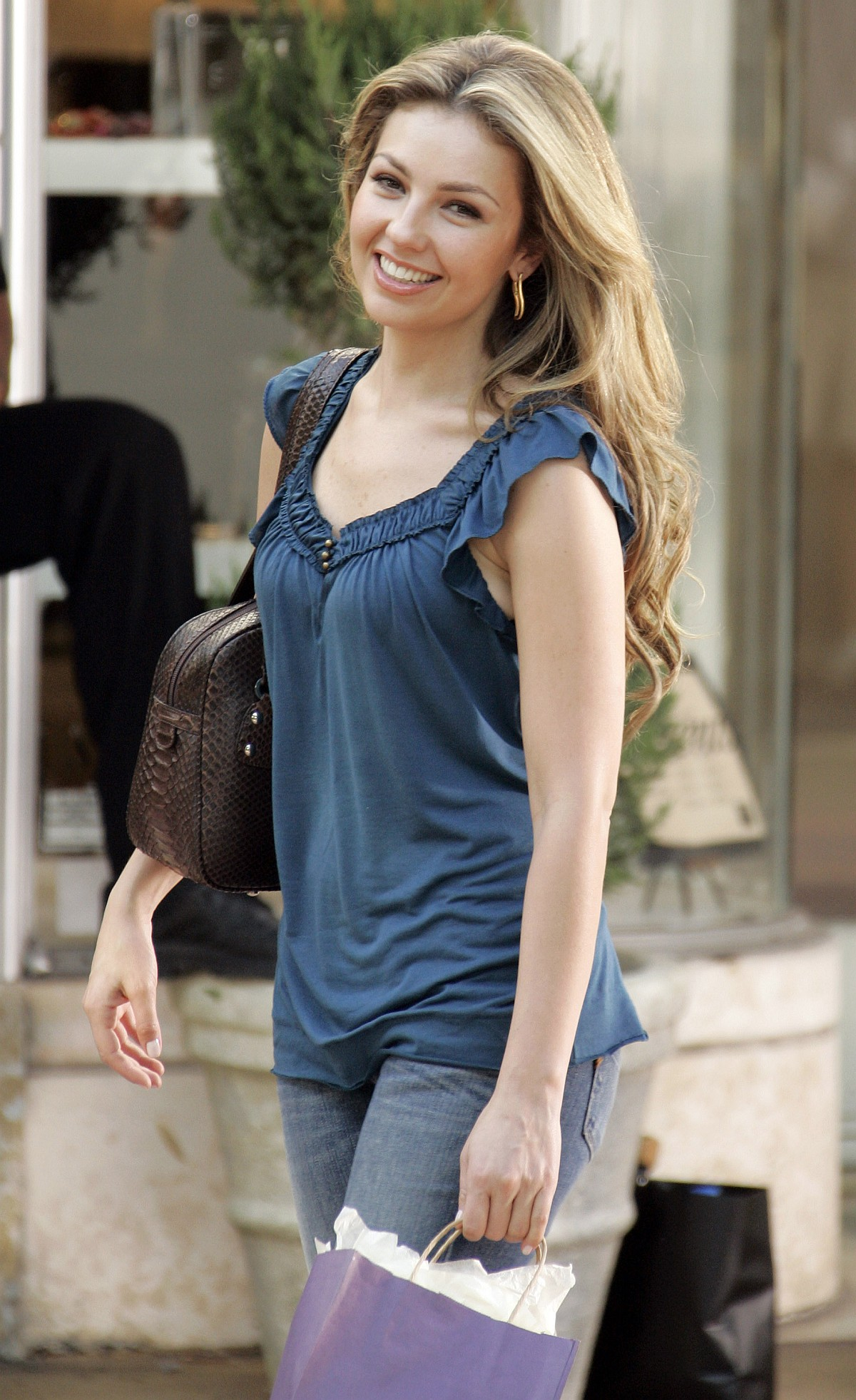
Thalía

Dirigenten
- Quincy Jones
- Lionel Richie

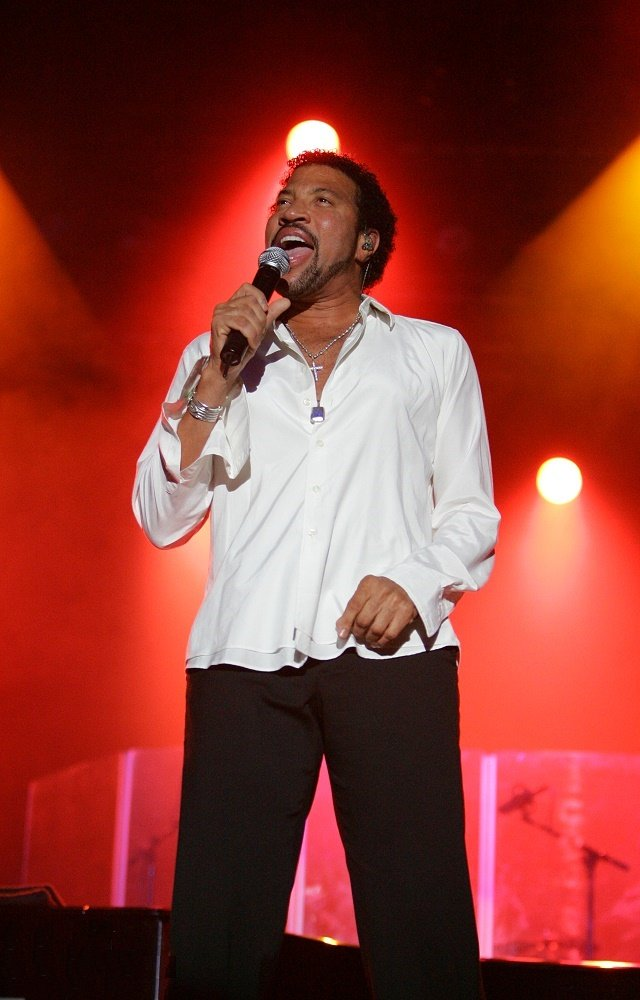
Lionel Richie Schlüsselfigur bei der Umsetzung des Projekts

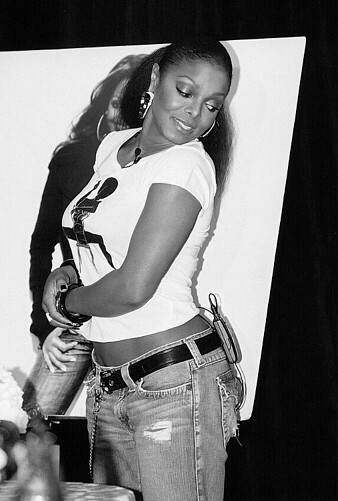
Janet Jackson sang zweistimmig mit ihrem älteren Bruder Michael

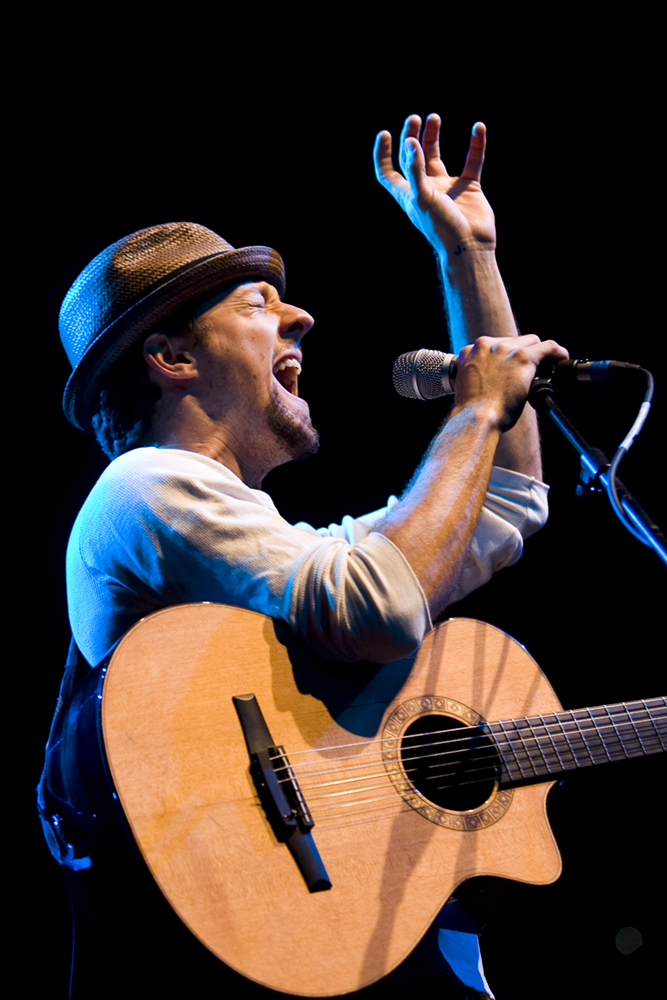
Jason Mraz

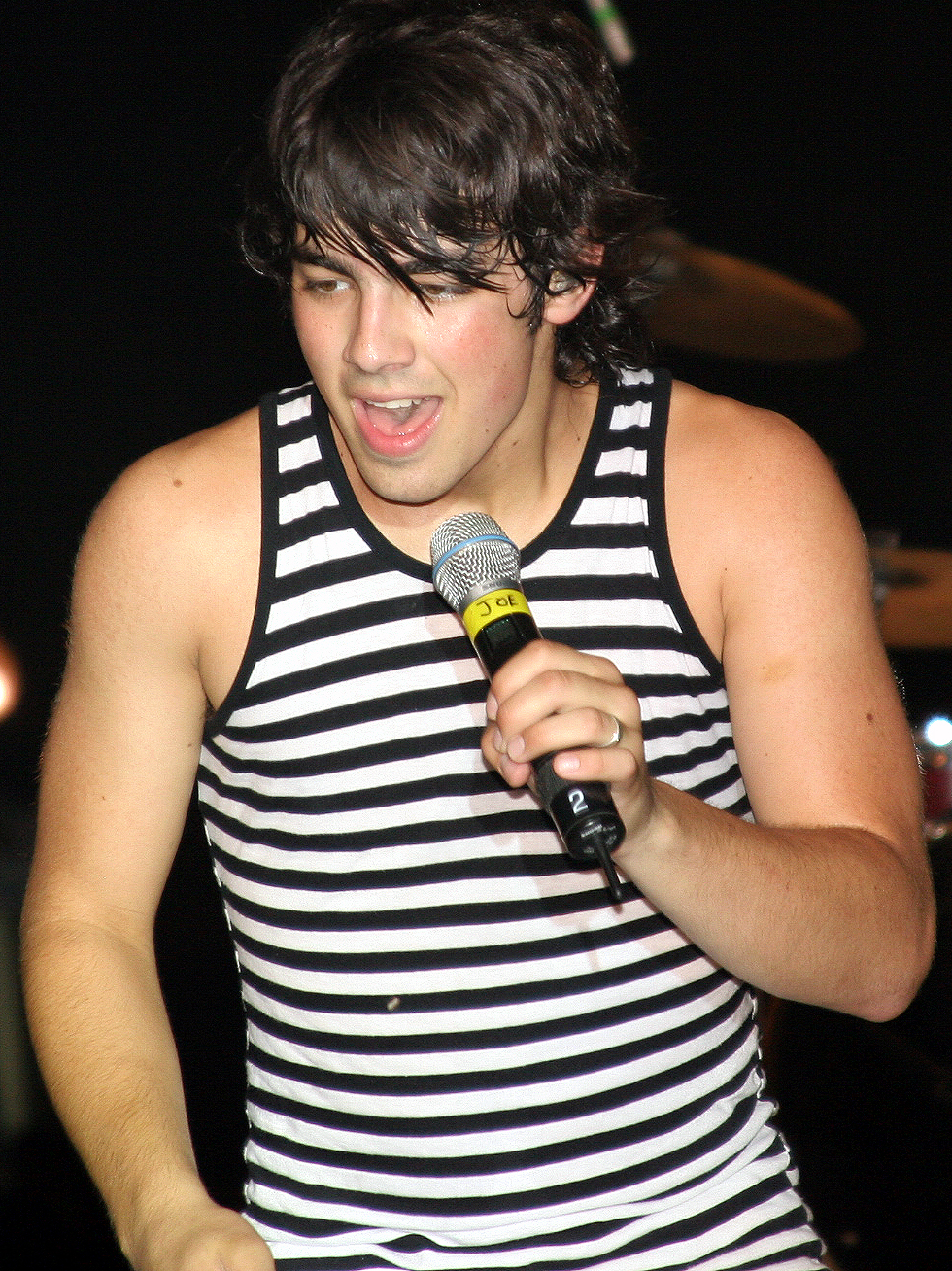
Joe Jonas, sang mit seinen Brüdern Nick und Kevin

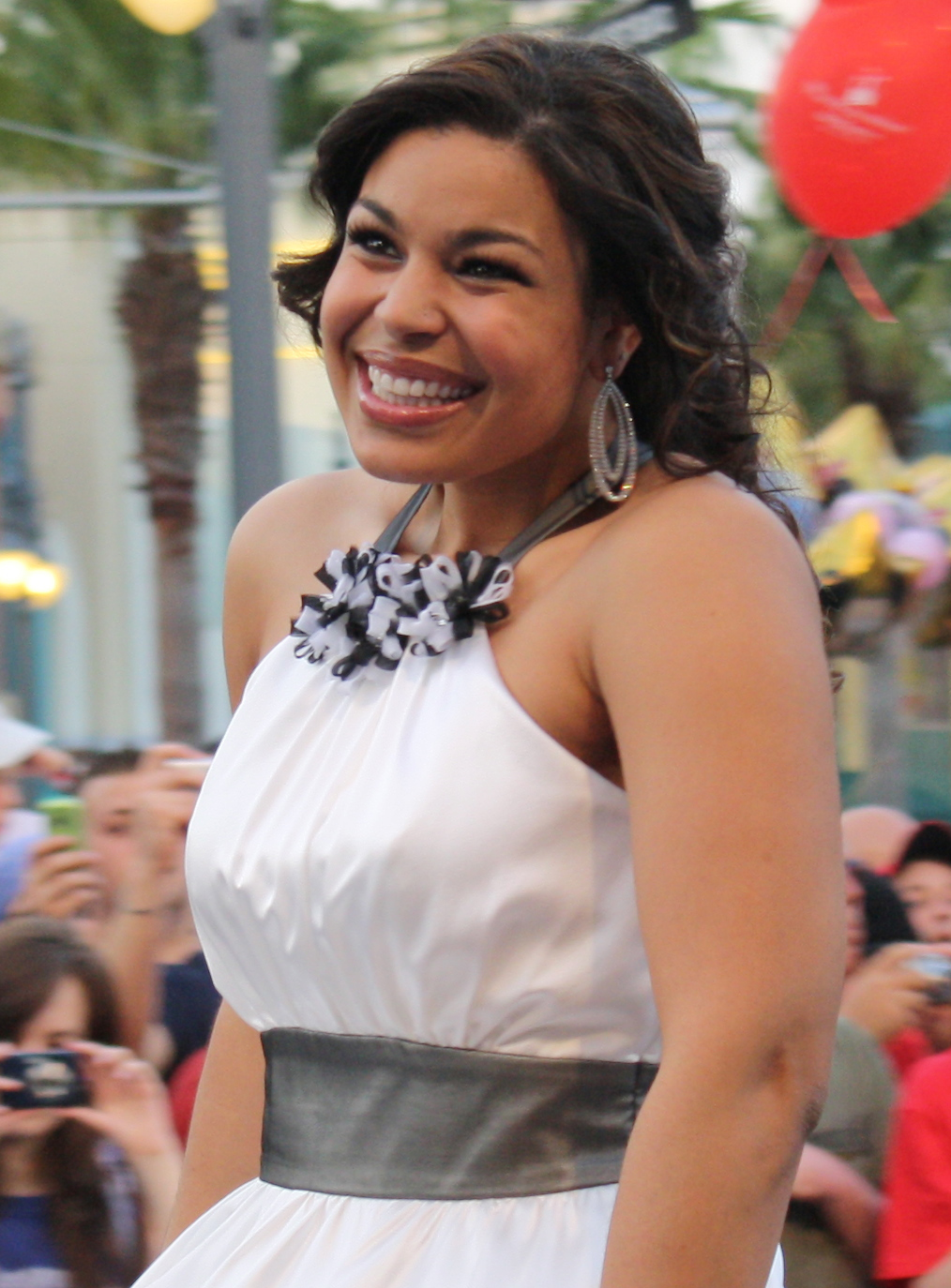
Jordin Sparks sang im Refrain-Chor

Solisten (in der Reihenfolge ihres Auftretens)
- Justin Bieber
- Jennifer Hudson
- Nicole Scherzinger
- Jennifer Nettles
- Josh Groban
- Tony Bennett
- Mary J. Blige
- Michael Jackson (nur digitales Material)
- Janet Jackson
- Barbra Streisand
- Miley Cyrus
- Enrique Iglesias
- Jamie Foxx (teilweise in Nachahmung von Ray Charles)
- Wyclef Jean
- Adam Levine
- Pink
- BeBe Winans
- Usher
- Céline Dion
- Orianthi (Gitarre)
- Fergie
- Nick Jonas
- Toni Braxton
- Mary Mary
- Isaac Slade
- Lil Wayne
- Carlos Santana (Gitarre)
- Akon
- T-Pain
- LL Cool J (Rap)
- Will.i.am (Rap)
- Snoop Dogg (Rap)
- Busta Rhymes (Rap)
- Swizz Beatz (Rap)
- Iyaz (Rap)
- Kanye West (Rap)

Refrain
- Patti Austin
- Justin Bieber
- Bizzy Bone
- Ethan Bortnick
- Jeff Bridges
- Zac Brown
- Brandy
- Kristian Bush
- Natalie Cole
- Harry Connick Jr.
- Kid Cudi
- Faith Evans
- Melanie Fiona
- Sean Garrett
- Tyrese Gibson
- Anthony Hamilton
- Keri Hilson
- Julianne Hough
- India.Arie
- Randy Jackson
- Taj Jackson
- Taryll Jackson
- TJ Jackson
- Al Jardine
- Jimmy Jean-Louis
- Ralph Johnson
- Philip Bailey
- Joe Jonas
- Kevin Jonas
- Nick Jonas
- Gladys Knight
- Benji Madden
- Harlow Madden
- Joel Madden
- Katharine McPhee
- Jason Mraz
- Mýa
- Freda Payne
- A. R. Rahman
- Nicole Richie
- Raphael Saadiq
- Trey Songz
- Musiq Soulchild
- Jordin Sparks
- Robin Thicke
- Rob Thomas
- Vince Vaughn
- Verdine White
- Geri Halliwell
- Ann Wilson
- Usher
- Brian Wilson
- Nancy Wilson
- Nipsey Hussle
- Il Trio (Il Volo)
- Fonzworth Bentley

## Somos el mundo 25 por Haiti
Somos el mundo 25 por Haiti ist die spanischsprachige Version des Songs We Are the World 25 for Haiti. Der Song wurde von spanischen und lateinamerikanischen Künstlern aufgenommen. Geschrieben wurde die spanische Version von Emilio Estefan und seiner Ehefrau Gloria Estefan.

### Hintergrund
Emilio und Gloria Estefan wollten mit Quincy Jones und anderen Künstlern eine spanische Version von „We Are the World“ aufnehmen, um Geld für die Erdbebenopfer von Haiti zu spenden. Die spanische Version wurde im März 2010 veröffentlicht.
Sie wurde am 19. Februar 2010 in der American Airlines Arena in Miami aufgenommen. Olga Tañón nahm ihren Gesang am 17. Februar als Erste auf. Sie sang den Teil, den Cyndi Lauper in der Originalversion von 1985 sang.

### Mitwirkende
Dirigenten
- Emilio Estefan
- Gloria Estefan
- Quincy Jones

Solisten
- A. B. Quintanilla
- Akon
- Alacranes Musical
- Alejandro Fernández
- Alejandro Sanz
- Aleks Syntek
- Ana Bárbara
- Andy García
- Angélica María
- Angélica Vale
- Arthur Hanlon
- Aventura
- Banda El Recodo
- Belinda
- Carlos Santana
- Chayanne
- Céline Dion
- Cristian Castro
- Christian Chávez
- Cristina Saralegui
- Daddy Yankee
- David Archuleta
- Diana Reyes
- Eddy Herrera
- Ednita Nazario
- Eiza González
- Emily Estefan (Gitarre)
- Enrique Iglesias
- Fernando Villalona
- Flex (Sänger)
- Fonseca
- Gilberto Santa Rosa
- Gloria Estefan
- Gloria Trevi
- Jencarlos Canela
- Jenni Rivera
- Jennifer Lopez
- Johnny Pacheco
- Jon Secada
- Jorge Celedón
- Jorge Moreno
- Jorge Villamizar
- José Feliciano
- José Luis Rodríguez
- Joselyn
- Juan Luis Guerra
- Juanes
- Kany García
- La Arrolladora Banda El Limón
- Kat De Luna
- K-Paz de la Sierra
- Lena
- Lil Wayne
- Lissette
- Lucero
- Luis Enrique
- Luis Fonsi
- Luis Miguel
- Luz Rios
- Melina Leon
- Marc Anthony
- Miguel Bosé
- Milly Quezada
- Montez de Durango
- Natalia Jiménez
- Ojeda
- Olga Tañón
- Patricia Manterola
- Paquita la del Barrio
- Paulina Rubio
- Pee Wee
- Pitbull
- Rey Ruiz
- Ricardo Montaner
- Ricky Martin
- Shakira
- Sergio Mayer
- Taboo
- Thalía
- Tito El Bambino
- Vicente Fernández
- Willy Chirino
- Wisin & Yandel